# 日本—泰国关系
日泰关系是指日本和泰国之间的双边关系。与日本人在朱印船上的贸易和在暹罗土地上建立日本社区的联系很早就开始了，只是随着日本的闭关锁国时期而中断。19 世纪恢复了联系，并发展到今天日本成为泰国最重要的经济伙伴之一。泰国和日本的共同特点是在殖民时期从未向欧洲列强失去主权，两国在二战后期都是轴心国。

## 历史
早在 1593 年，暹罗编年史就记载，暹罗国王 Naresuan 在一场骑象背的战斗中击败缅甸王储 Phra Maha Uparaja 时，他的军队中有 500 名日本士兵。
1605 年 12 月，著名的英国探险家约翰·戴维斯在暹罗（泰国）海岸附近被日本海盗杀害，从而成为第一个被日本人杀害的英国人。

## 现代
日本再次成为泰国的主要贸易伙伴和外国投资者。日本是泰国最大的供应国，其次是美国。自 2005 年以来，日本品牌（尤其是丰田、日产、五十铃）汽车出口的快速增长极大地改善了贸易平衡，去年生产了超过 100 万辆汽车。因此，泰国已跻身世界十大汽车出口国之列。
2007 年，签署了日泰经济伙伴关系协定，旨在实现两国在 10 年过渡期后的自由贸易。在侨民中，大约有 80,000 名日本人生活在泰国，60,000 名泰国人居住在日本。